# Distretto di San Juan del Oro
Il distretto di San Juan del Oro è uno dei dieci distretti  della provincia di Sandia, in Perù. Si trova nella regione di Puno e si estende su una superficie di 197,14 chilometri quadrati.

Istituito il 7 novembre 1955, ha per capitale la città di San Juan del Oro; al censimento 2005 contava 5.624 abitanti.